# Randy Schekman
Randy W. Schekman (ur. 30 grudnia 1948 w Saint Paul) – amerykański biolog komórki żydowskiego pochodzenia, profesor Uniwersytetu Kalifornijskiego w Berkeley, członek National Academy of Sciences oraz członek zagraniczny Royal Society, laureat Nagrody Nobla w dziedzinie fizjologii lub medycyny (2013 r.), nagrody im. Alberta Laskera w dziedzinie podstawowych badań medycznych oraz nagrody im. Louisa Gross Horwitza. Odkrywca m.in. genów SEC, działających na szlakach sekrecyjnych, oraz kompleksu COPII.

## Edukacja i kariera naukowa
Schekman ukończył szkołę średnią w Anaheim. W 1966 roku rozpoczął edukację na Uniwersytecie Kalifornijskim w Los Angeles, początkowo wybierając studia przedmedyczne, by następnie specjalizować się w biologii molekularnej. Na drugim roku, niemalże już będąc zdecydowanym na zmianę uczelni na lepiej spełniającą jego oczekiwania, dostał się do programu zagranicznej wymiany studentów i wyjechał na Uniwersytet Edynburski. Po powrocie, na ostatnim roku, kontynuował pracę laboratoryjną oraz studia badawcze. Na studia doktoranckie dostał się na Stanford University, gdzie podjął pracę w laboratorium Arthura Kornberga. Pod jego kierunkiem zajmował się enzymologią oraz fizjologią replikacji bakteryjnego DNA.
Za namową Williama Wicknera, który u Kornberga odbywał staż podoktorancki, po doktoracie zdecydował się na badania błon biologicznych. Bill Wickner poznał go także z przyszłą żoną – Nancy. By zdobyć doświadczenie w dziedzinie biologii błon biologicznych, wyjechał na staż podoktorancki na University of California w San Diego, gdzie pracował w grupie Jonathana Singera. Pod jego kierunkiem badał różnice w endocytozie w erytrocytach ludzi dorosłych i noworodków. Po stażu rozpoczął własne badania, jako niezależny badacz i biorąc pod uwagę swoją wcześniejszą pracę z mikroorganizmami, zdecydował się na drożdże S. cerevisiae, jako organizm modelowy.
Początki samodzielnej grupy Schekmana nie były zbyt udane: odrzucono jego podanie o pierwszy grant badawczy (z braku wyników oraz udokumentowanego doświadczenia z drożdżami), kłopot sprawiała także praca z drożdżami, co po części było wynikiem małego doświadczenia Schekmana z tym organizmem. Schekman planował za pomocą różnych związków chemicznych zatrzymać proces sekrecji (wydzielania) w drożdżach, by później móc badać jego intermediaty, co się nie powiodło. W związku z tym spróbował podejścia genetycznego, szukając mutantów, które warunkowo zatrzymywały sekrecję. W tym zadaniu pomagał mu jego pierwszy doktorant Peter Novick i asystent techniczny Charles Field. Niedługo potem ogłosili oni odkrycie mutanta genu, który warunkowo akumulował pęcherzyki sekrecyjne w podwyższonej temperaturze. Było to jednocześnie odkrycie pierwszego z kilkudziesięciu genów szlaku sekrecyjnego w drożdżach – SEC1 (temperaturo-zależny allel warunkowy tego genu, nosił oznaczenie sec1-1). W toku dalszych badań Schekman z Novickiem odkryli i scharakteryzowali kolejne geny SEC (w sumie 23), operujące na szlakach sekrecyjnych pomiędzy retikulum endoplazmatycznym (ER), a błoną komórkową. Inny student Schekmana, Ray Deshaies, odkrył zestaw genów odpowiedzialnych za sekrecję oraz insercję białek błonowych w błony ER. W kolejnych latach Novick, a później stażysta podoktorancki Chris Kaiser, zbadali strukturę i przebieg szlaków sekrecyjnych w kontekście odkrytych genów. Równolegle inny student Schekmana, David Baker, zrekonstruował system sekrecyjny drożdży poza komórką (in vitro) z użyciem rozbitych sferoplastów. Jego praca doprowadziła do odkrycia genu SEC23, a następnie pięciu kolejnych, które były niezbędne w formowaniu pęcherzyków sekrecyjnych transportujących białka i lipidy pomiędzy ER a aparatem Golgiego. Białka kodowane przez te geny tworzą kompleks, który Schekman nazwał COPII (dla odróżnienia od działającego w odwrotnym kierunku COPI) i okazał się on nie tylko być odpowiedzialnym za formowanie pęcherzyków w ER, ale także za rozpoznanie i selekcję transportowanych białek.
Od 1991 roku Randy Schekman jest naukowcem w Howard Hughes Medical Institute. Jego laboratorium znajduje się na University of California w Berkeley i zajmuje się badaniami dotyczącymi transportu pęcherzykowego (w tym defektywny transport i jego udział w chorobach), formowania pęcherzyków oraz fuzji błon organelli szlaków sekrecyjnych.

## Inna działalność
W 1992 roku został wybrany członkiem National Academy of Sciences, a w maju 2013 został wybrany członkiem zagranicznym Royal Society. W 1992 roku Schekman został redaktorem-założycielem czasopisma naukowego „Molecular Biology of the Cell”, a w 2011 czasopisma naukowego o otwartym dostępie „eLife”. Od listopada 2006 do 2011 roku był redaktorem naczelnym czasopisma „Proceedings of the National Academy of Sciences”. Od 1999 pełni funkcję redaktora naczelnego periodyku „Annual Review of Cell and Developmental Biology”. Schekman był także redaktorem lub członkiem rad redakcyjnych wielu innych czasopism naukowych, m.in. „Journal of Cell Biology”. W 1999 roku był przewodniczącym Amerykańskiego Stowarzyszenia Biologii Komórki i jest także dyrektorem naukowym Jane Coffin Childs Memorial Fund for Medical Research.

## Nagrody
Randy Schekman w roku 2002 wraz z Jamesem Rothmanem został laureatem nagrody im. Alberta Laskera w dziedzinie podstawowych badań medycznych. W tym samym roku otrzymali oni także nagrodę im. Louisy Gross Horwitz. Schekman jest także laureatem m.in.: Nagrody im. Eli Lilly w mikrobiologii, nagrody im. Lewisa S. Rosenstiela oraz nagrody Fundacji Gairdnera. W 2013 r. otrzymał wspólnie z Jamesem Rothmanem i Thomasem Südhofem Nagrodę Nobla w dziedzinie fizjologii lub medycyny za ich odkrycia dotyczące maszynerii regulującej transport pęcherzykowy - główny system transportowy w naszych komórkach.